# Gertrude Käsebier

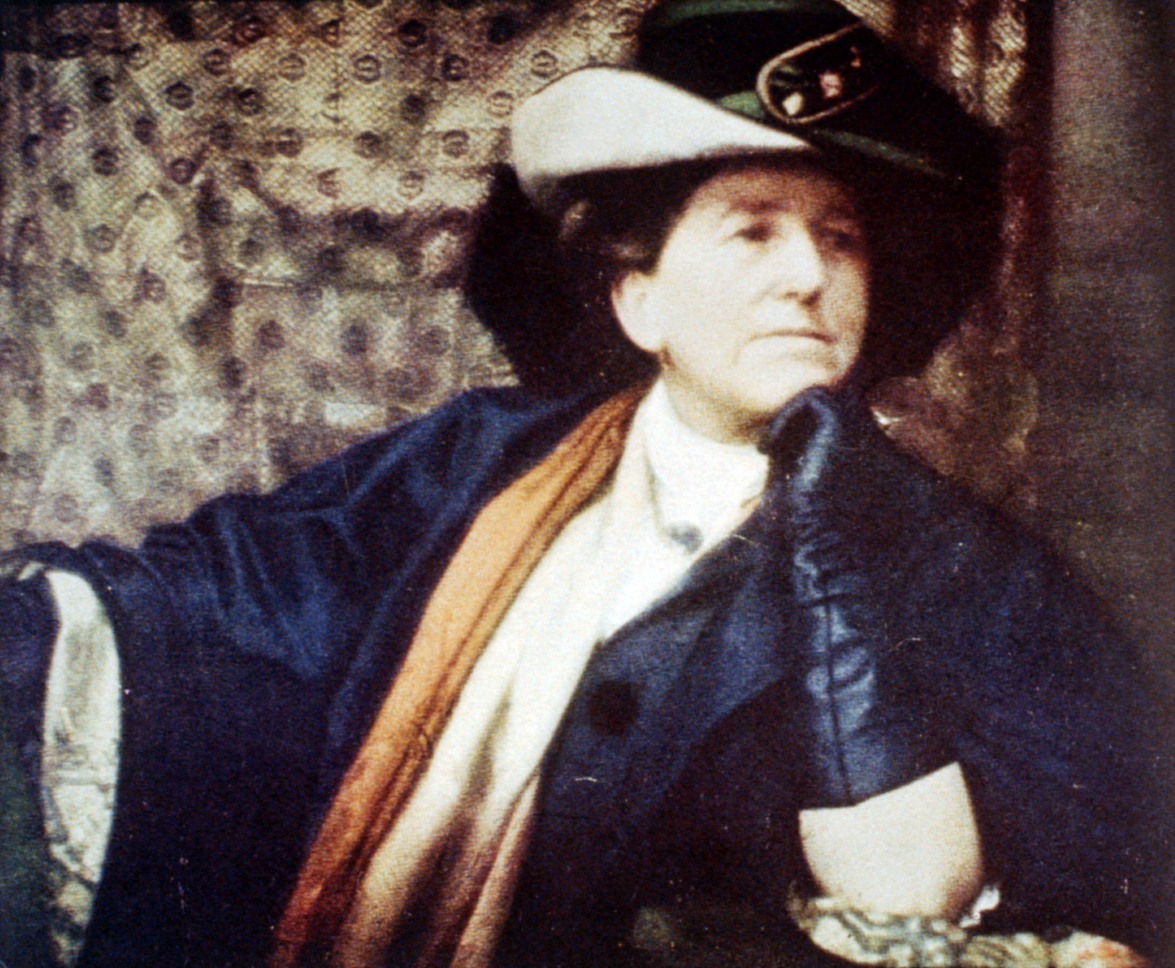
Gertrude Käsebier

Gertrude Käsebier, född Stanton 18 maj 1852 i Des Moines, Iowa, död 13 oktober 1934 i New York, var en amerikansk fotograf, som tidigt  förordade subjektivt och måleriskt bildskapande framför dokumentärfotografi.
Gertrude Käsebier studerade måleri vid Pratt Institute i Brooklyn 1889–1893 och därefter under ett år i Frankrike och Tyskland. Hon började sin yrkesbana som fotograf vid mitten av 1890-talet och öppnade 1898 en porträttstudio på Fifth Avenue i New York. Hon var en framstående fotograf, vars enkla porträttstil snart fick efterföljare. Gertrude Käsebier fotograferade många av samtidens kända personer, bland andra Auguste Rodin och Alfred Stieglitz. Hennes porträtt och hennes studier av mödrar med barn vann runt sekelskiftet uppskattning  vid stora fotoutställningar. Hennes bilder publicerades bland annat i Alfred Stieglitz fotomagasin Camerawork. År 1902 var hon en av grundarna av gruppen Photo-Secession, där även Stieglitz ingick. Denne arbetade för att fotografi skulle ses som en konstform. Ett decennium senare drog hon sig undan rörelsen och anslöt sig senare till konkurrentgruppen Pictorial Photographers of America. Liksom Photo-Secession arrangerade denna grupp utställningar och gav ut en tidskrift.
En retrospektiv med Gertrude Käsebiers verk visades på Brooklyn Institute of Arts and Sciences 1929. 
En stor samling av hennes fotografier finns på Museum of Modern Art och Metropolitan Museum i New York. Hon finns även representerad vid Victoria and Albert Museum, Smithsonian American Art Museum och National Gallery of Art.

## Fotogalleri

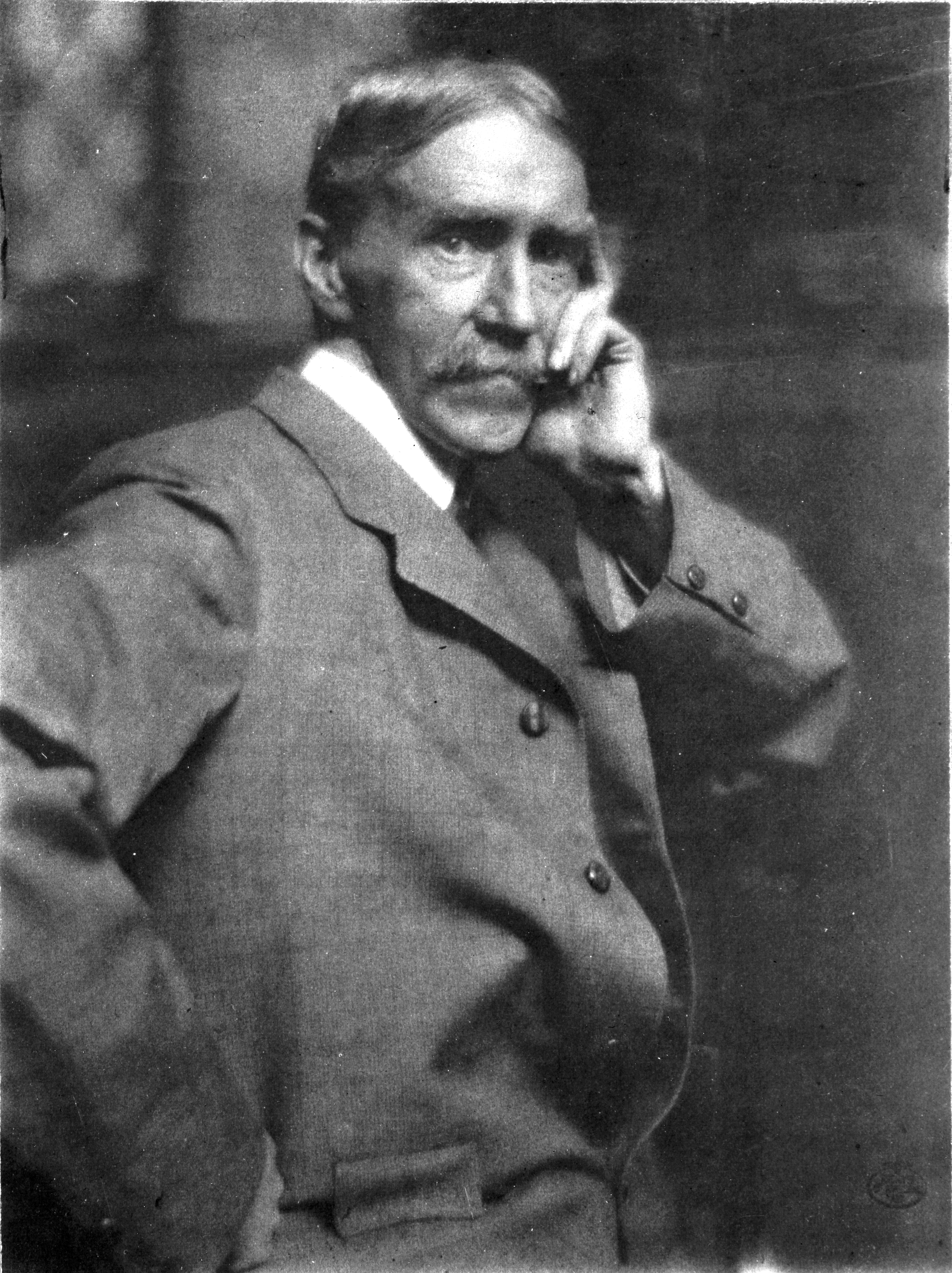
Maurice Prendergast 1913
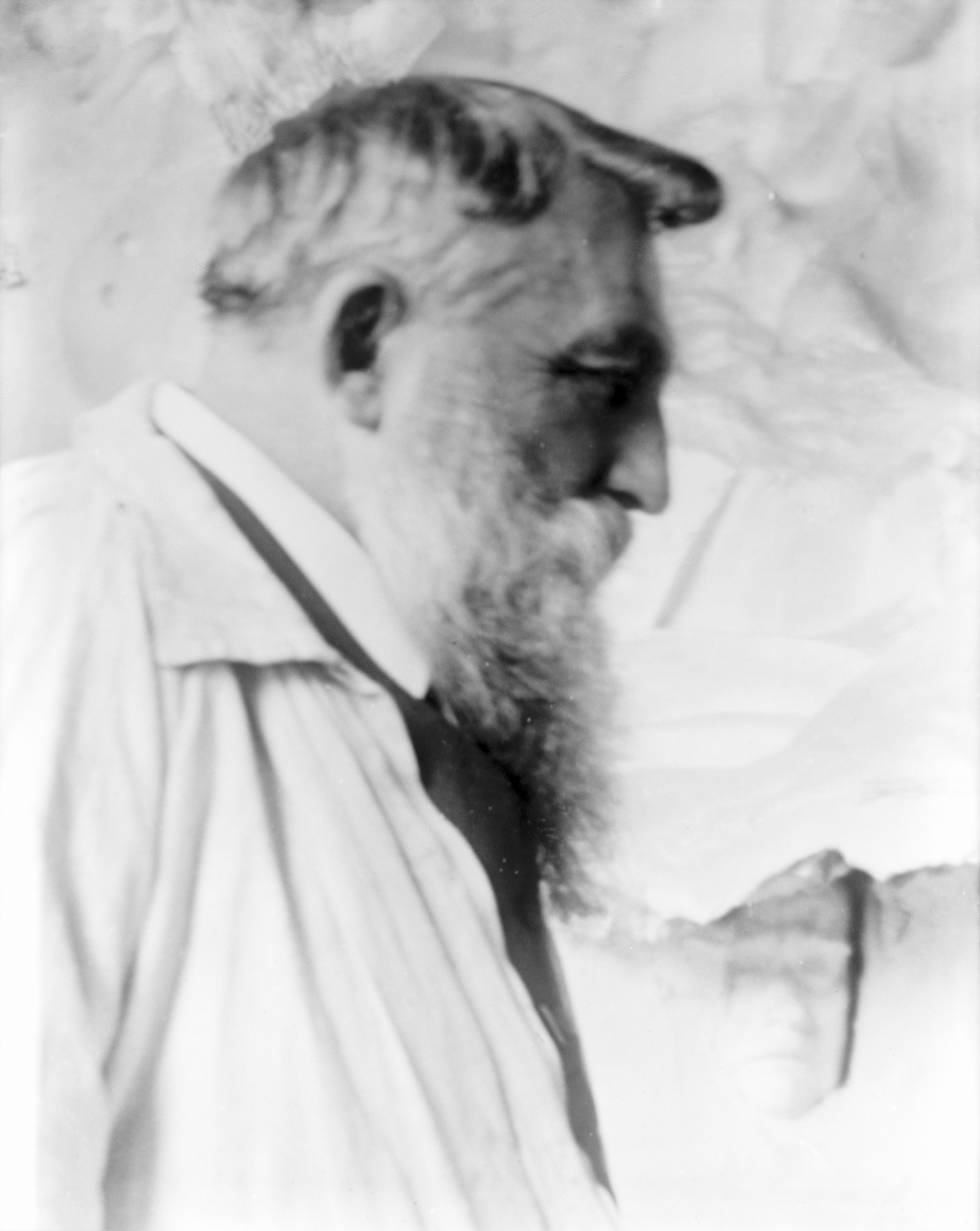
Auguste Rodin 1905
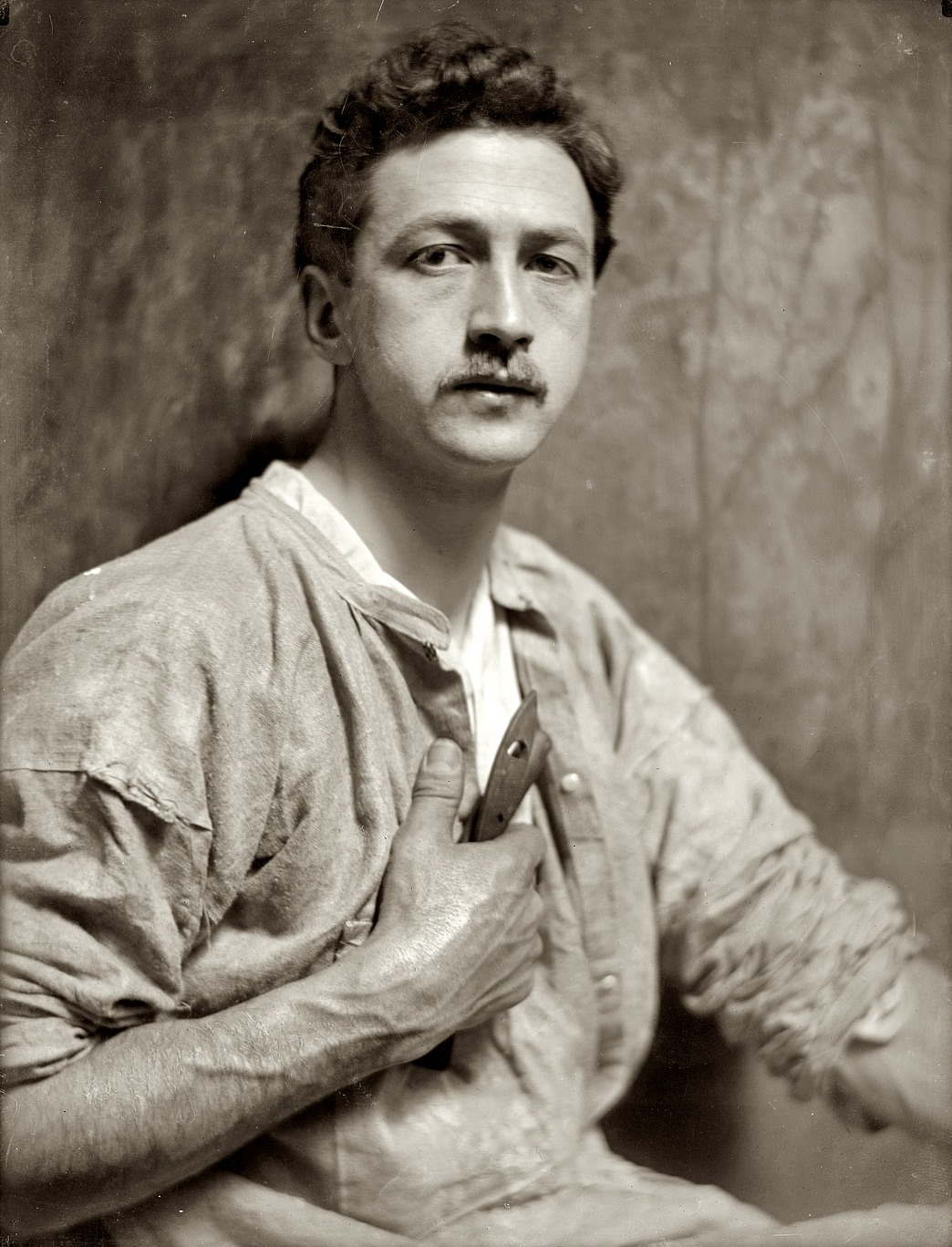
Chester Beach 1910
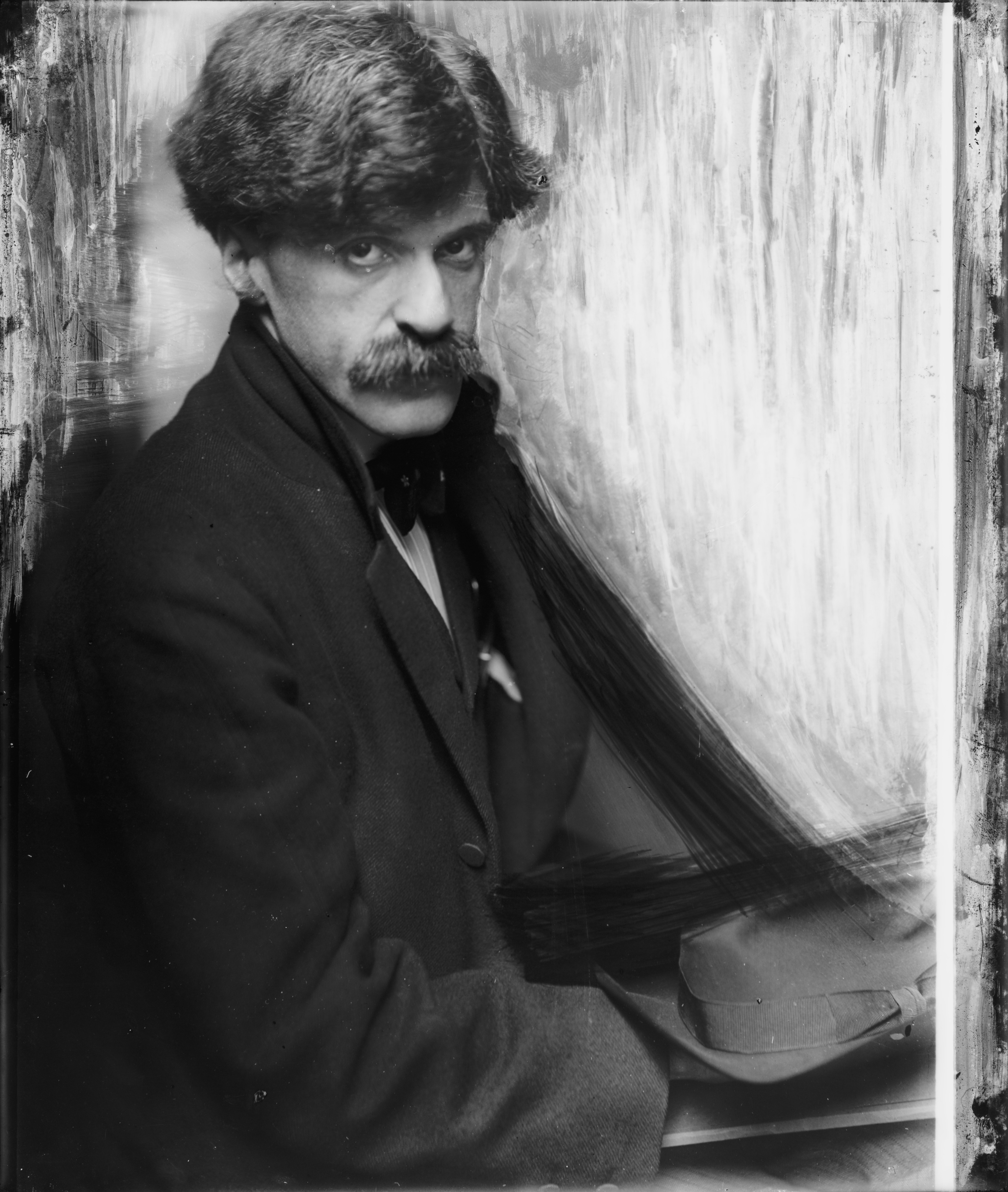
Alfred Stieglitz 1902
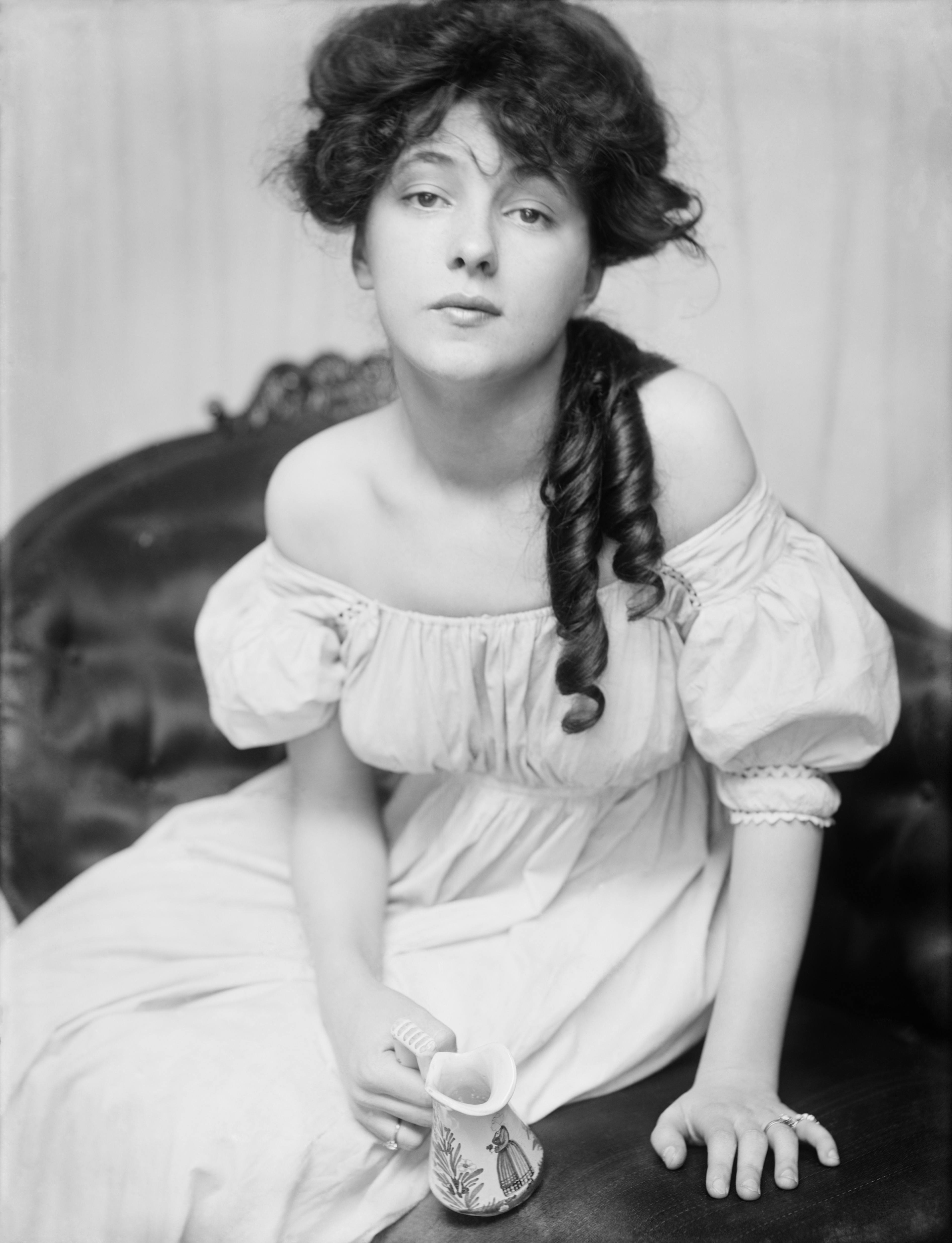
Evelyn Nesbit omkring 1900
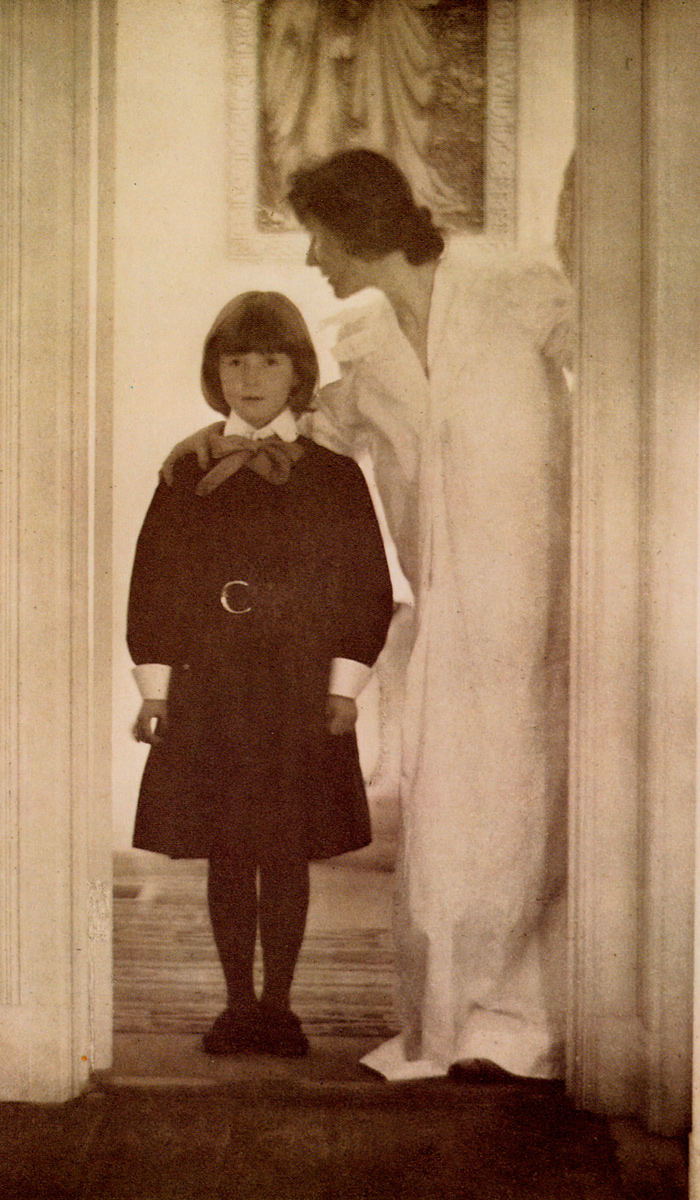
"Blessed Art Thou among Women" 1899
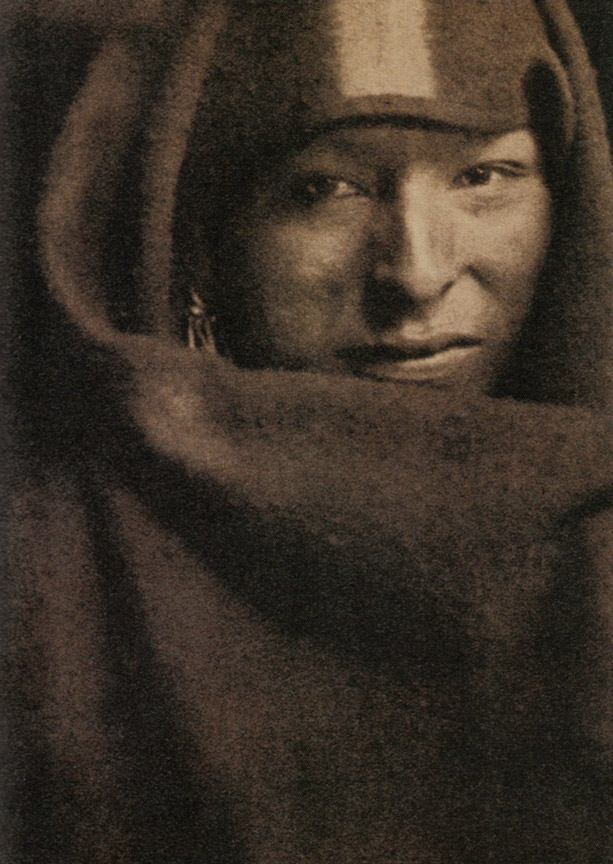
Bears One, Dakota Sioux 1902
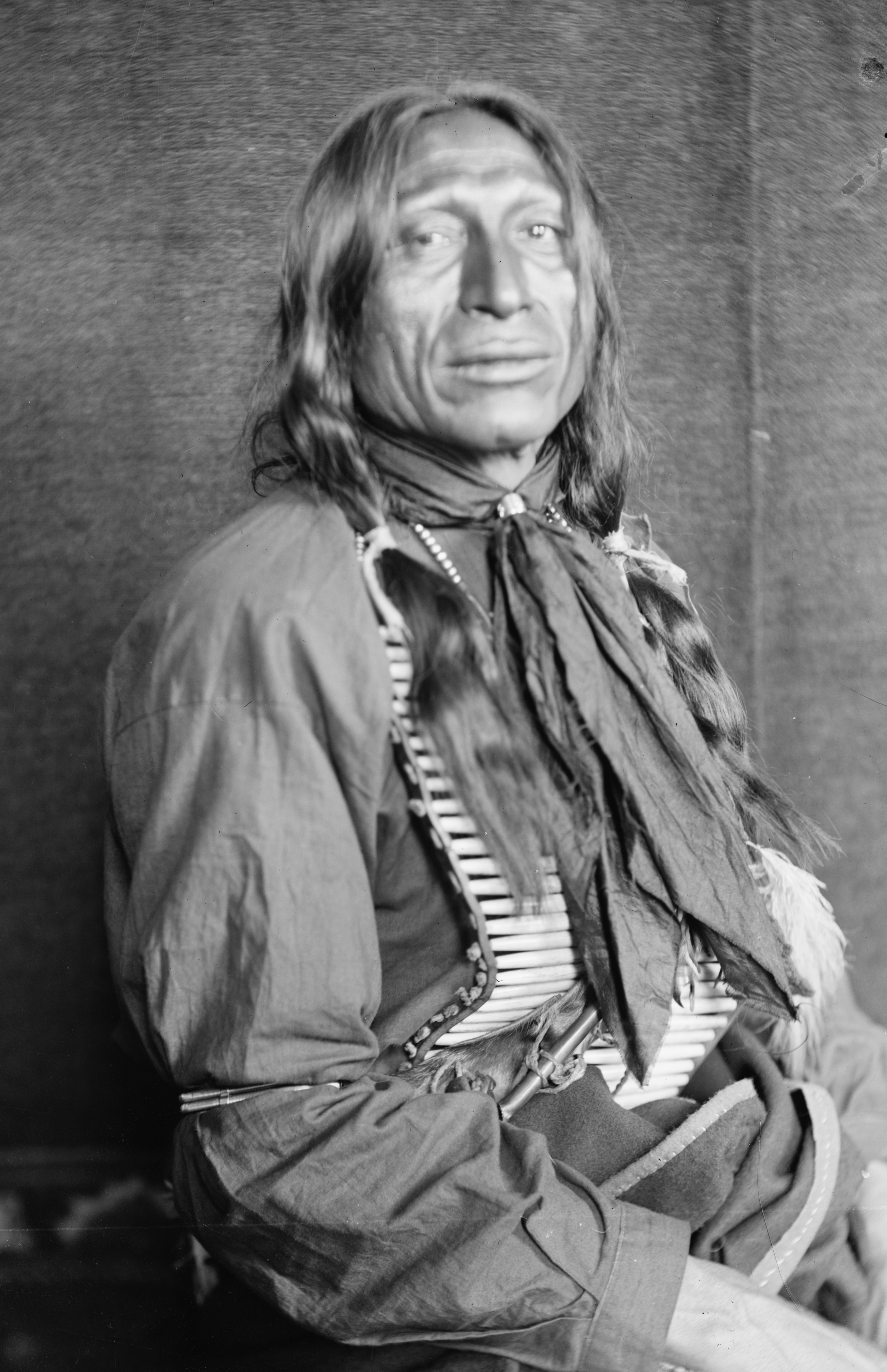
Chief Iron Tail 1898
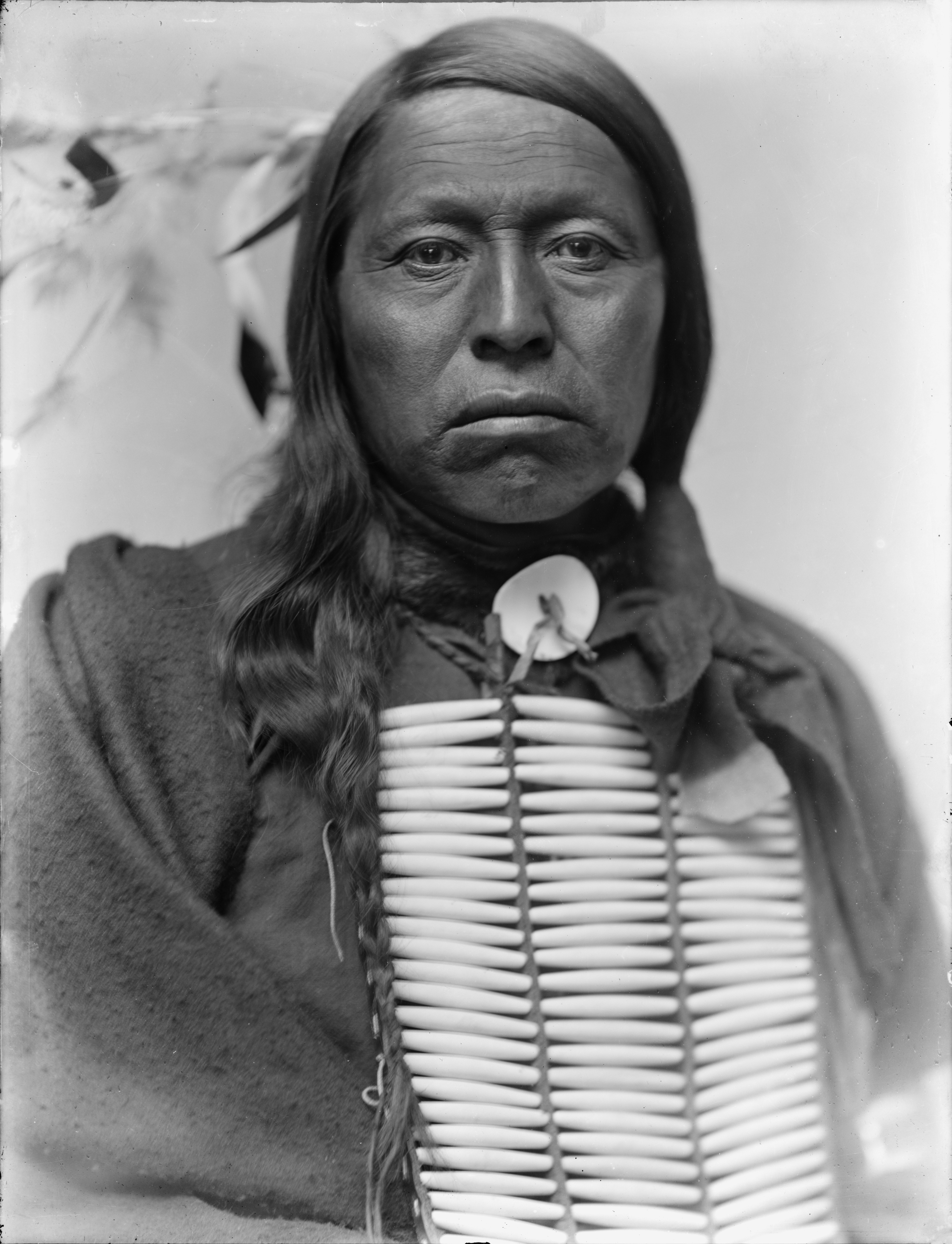
Chief Flying Hawk 1898
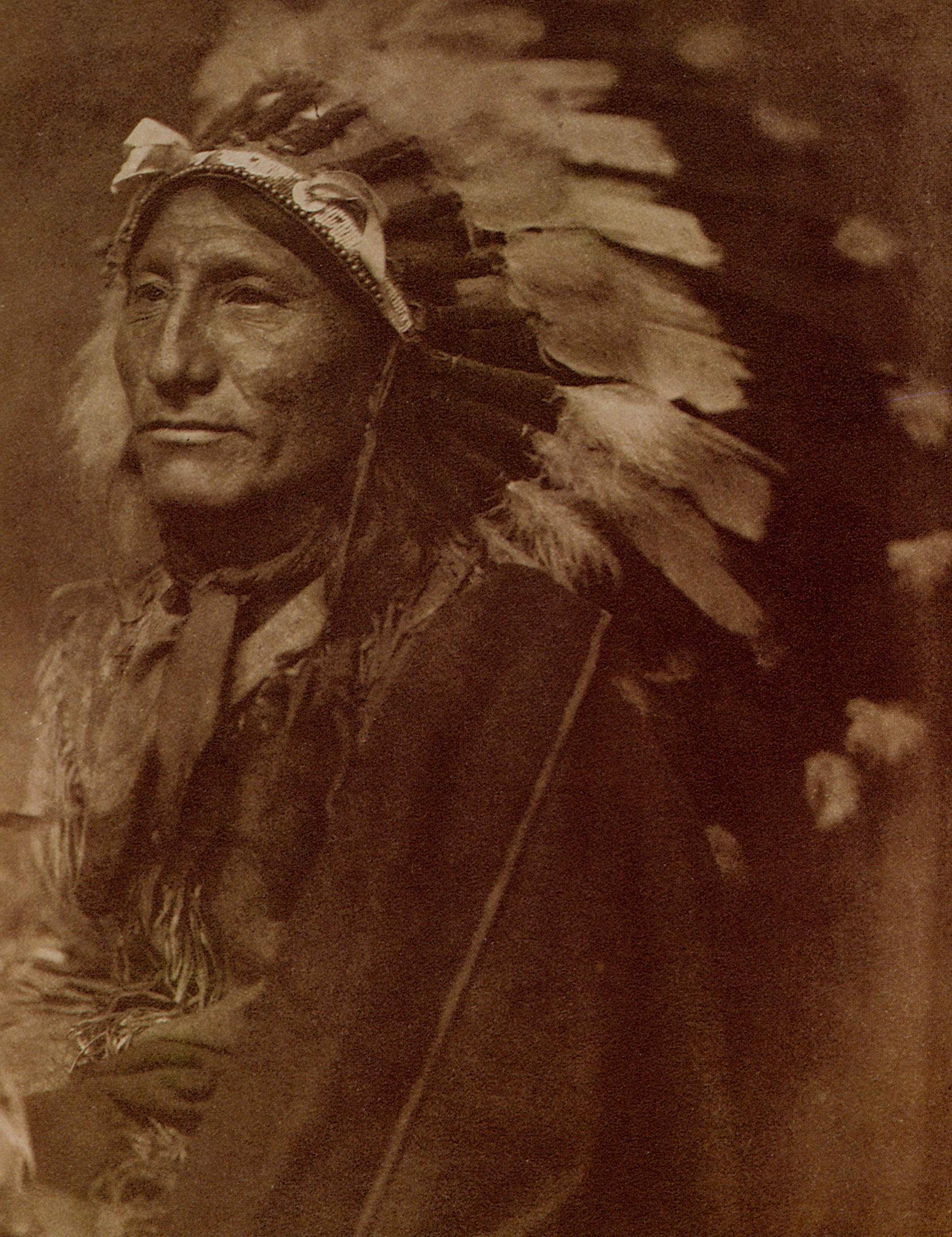
Indianhövding omkring 1901
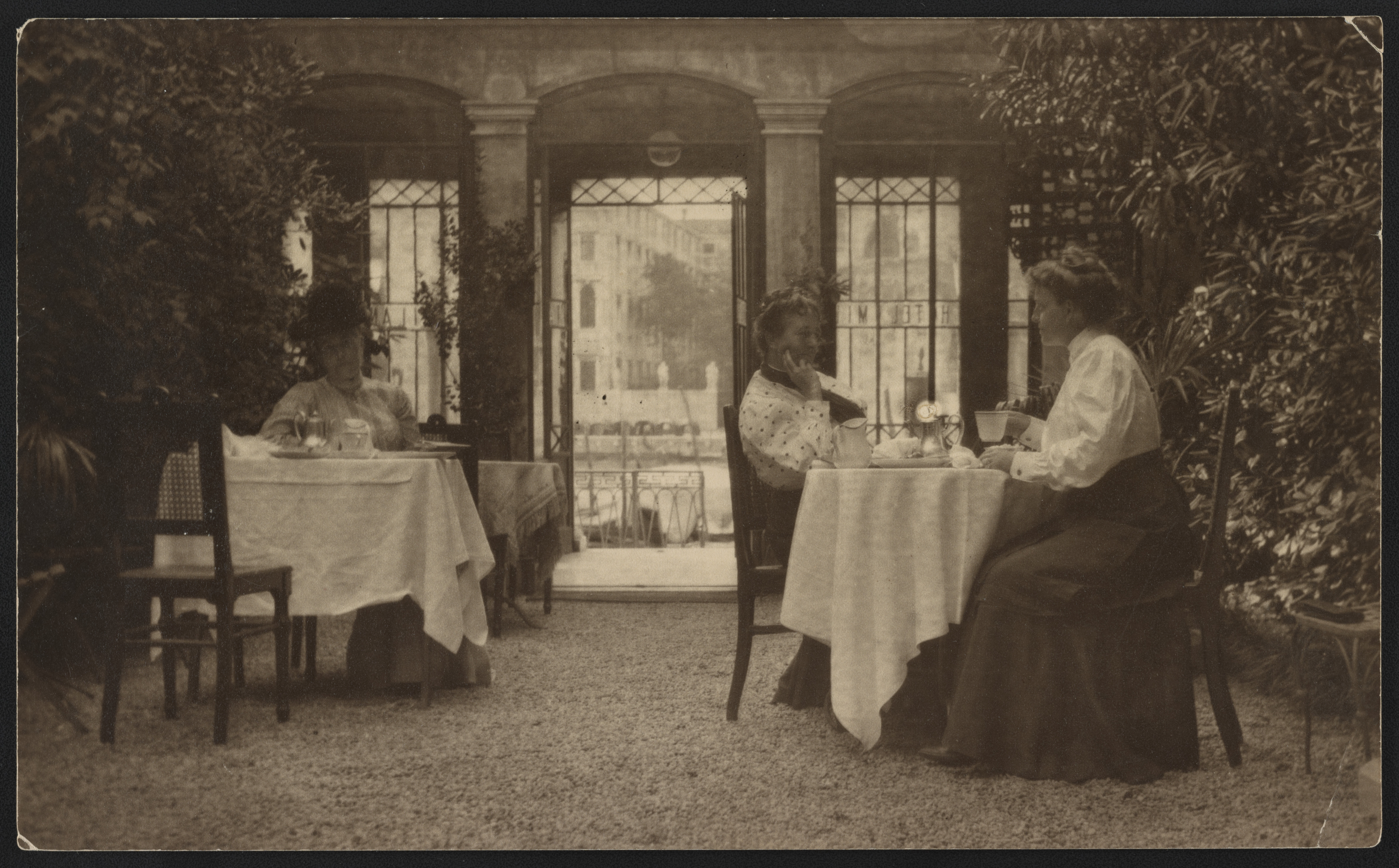
Frances Benjamin Johnston och Gertrude Käsebier i Venedig 1905